# Генріх Вальпот фон Бассенгайм

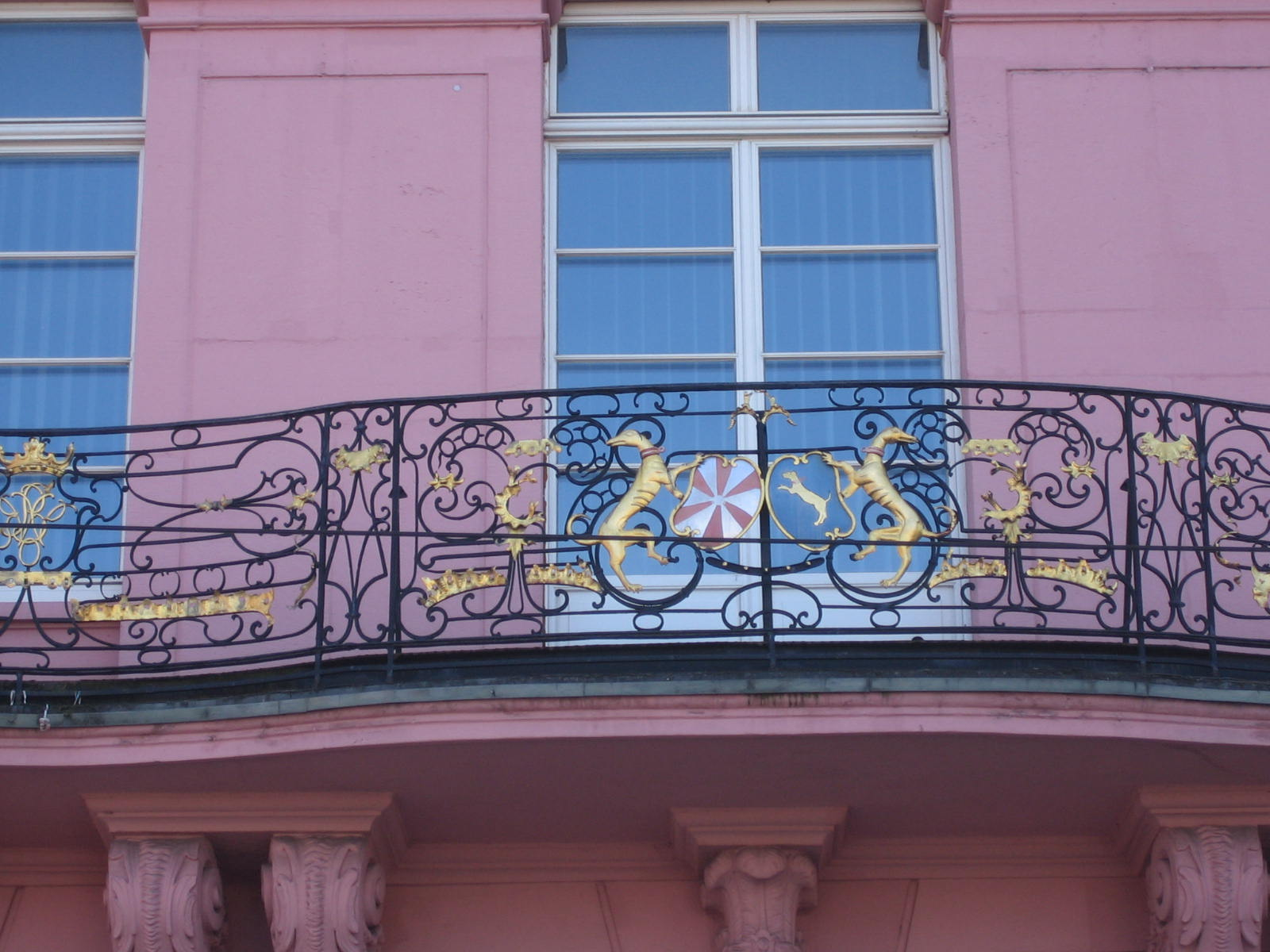
Герб роду Бассенгайм на балконі в Майнці.

Генріх Вальпот фон Бассенгайм (нім. Heinrich Walpot von Bassenheim або нім. Henry Walpot, помер в 1200 році в Акрі) — перший в історії великий магістр Тевтонського ордену в 1198—1200 роках.
За припущеннями істориків, належав до відомого рейнського дворянського роду нім. Waldbott von Bassenheim, які походили з маєтку Вальдмансгаузен (нім. Waldmannshausen), що нині в громаді Ельбталь коло Гадамара. Через нестачу інформації з історії ордену в цей період, біографія Генріха Вальпота заснована більше на історичних теоріях, ніж на твердих фактах.
За однією з версій, Генріх Вальпот і прецептор тевтонського госпіталю Генріх, який керував з 1196 по 1198 рік — одна особа. Так чи інакше, але з ім'ям Генріха Вальпота пов'язане народження в Європі нової сили — лицарського Тевтонського ордену. В 1199 році він отримав від великого магістра ордену Тамплієрів Жільбера Ераля копію Статуту ордену Тамплієрів. Статут Тевтонського ордену багато в чому ґрунтувався саме на цьому документі. Крім цього, Генріх Вальпот мав підтримку Папи Римського Інокентія III.
Генріх Вальпот фон Бассенгайм помер 1200 року й був похований в Акрі в Палестині.